# Dornberg (Feuchtwangen)
Dornberg (auch Lochhof genannt) ist ein Gemeindeteil der Stadt Feuchtwangen im Landkreis Ansbach (Mittelfranken, Bayern). Dornberg liegt in der Gemarkung Dorfgütingen.

## Geografie
Die Einöde liegt etwa sechs Kilometer nördlich der Feuchtwanger Stadtmitte am Wolfsgraben, der nach weniger als einem weiteren halben Kilometer Lauf nach Westen dem Fluss Sulzach von links zufließt. Im Norden grenzt das Lochfeld an, im Nordosten das Lochholz, im Süden jenseits des Baches liegt sehr nahe der Böhlhof.
Eine Gemeindeverbindungsstraße führt nach Böhlhof (0,2 km südlich) bzw. führt über den Fluss und dann die Kreisstraße AN 36 kreuzend westlich nach Rödenweiler (0,9 km westlich). Ein Wirtschaftsweg führt zur Wolfsmühle am Bachtalende (0,7 km östlich).

## Geschichte
Dornberg lag im Fraischbezirk des ansbachischen Oberamtes Feuchtwangen. Im Jahr 1732 bestand der Ort nur aus einem Hof, der in der Grundherrschaft dem Stiftsverwalteramt Feuchtwangen unterstand. An diesen Verhältnissen änderte sich bis zum Ende des Alten Reiches nichts. Von 1797 bis 1808 unterstand der Ort dem Justiz- und Kammeramt Feuchtwangen.
Mit dem Gemeindeedikt (frühes 19. Jahrhundert) wurde Dornberg dem Steuerdistrikt und der Ruralgemeinde Dorfgütingen zugeordnet. Im Zuge der Gebietsreform in Bayern wurde diese am 1. Januar 1972 nach Feuchtwangen eingemeindet.

## Einwohnerentwicklung
| Jahr      | 001818 | 001840 | 001861 | 001871 | 001885 | 001900 | 001925 | 001950 | 001961 | 001970 | 001987 |
| Einwohner | 7      | 6      | 10     | 8      | 11     | 8      | 6      | 10     | 10     | 5      | 3      |
| Häuser    | 1      | 1      |        |        | 1      | 1      | 1      | 1      | 1      |        | 1      |
| Quelle    | [ 10 ] | [ 11 ] | [ 12 ] | [ 13 ] | [ 14 ] | [ 15 ] | [ 16 ] | [ 17 ] | [ 18 ] | [ 19 ] | [ 1 ]  |

## Religion
Der Ort ist evangelisch-lutherisch geprägt und bis heute nach St. Maria (Dorfgütingen) gepfarrt. Die Einwohner römisch-katholischer Konfession waren ursprünglich nach St. Ulrich und Afra (Feuchtwangen) gepfarrt, heute ist die Pfarrei Mariä Sieben Schmerzen (Weinberg) zuständig.